# Familia Addams (film din 1991)
Familia Addams (în engleză The Addams Family) este un film din 1991 regizat de Barry Sonnenfeld bazat pe personaje de Charles Addams și pe serialul omonim din 1964 produs de David Levy.

## Distribuție
- Anjelica Huston - Morticia Addams
- Raul Julia - Gomez Addams
- Christopher Lloyd - Uncle Fester Addams / Gordon Craven
- Christina Ricci - Wednesday Addams
- Jimmy Workman - Pugsley Addams
- Judith Malina - Grandmama
- Carel Struycken - Lurch
- Christopher Hart - Thing
- John Franklin - Cousin Itt
- Angelina Hantseykins - Abigail Craven
- Dan Hedaya - Tully Alford
- Dana Ivey - Margaret Alford
- Paul Benedict - Judge George Womack
- Mercedes McNab - Girl Scout
- Sally Jessy Raphael - Herself

Barry Sonnenfeld - cameo nemenționat - ca un pasager din trenul lui Gomez